# Veliidae
Veliidae Brulle, 1836 су породица стеница (Heteroptera), у коју спада преко 60 родова и 1000 врста.

## Опште одлике
Народни назив за ову породицу стеница је "забадаче", дужина тела је од 1 до 10 mm. Задња ивица главе снабдевена је паром витких окципиталних наставака, који служе као веза предњих мишића ретрактора за убацивање издужениџ максиларних стилета. Локомоторни механизам је као код осталих Gerromorpha, при чему се ноге покрећу наизменично и ни један пар није доминантан. Неке групе као Velia Latreille живе у споро текућим водама, средње ноге су благо издужене и покрећу се као весла али су такође задржале и способност ходања по земљи. Многе врсте се изузетно брзо крећу по воденој површини, док неке врсте "клижу" по води. То се дешава испуштањем капљице течности из рострума и у том тренутку се смањује површинска тензија воде, због чега се инсект удаљава много брже него што би било могуће када би само користио ноге. Већина представника породице Veliidae имају модификован пре-тарзус за забадање. Канџе и дорзални и вентрални аролиум често су модификовани, као код Xiphoveloidea, где су у облику листа (четворолист).
Већина представника ове породице живи у близини стајаћих вода, неке су морске, а неке семитерестричне врсте.
У Србији је до сада забележено 9 врста из ове породице  и то су:
1. Microvelia pygmaea (Dufour, 1833)
2. Microvelia reticulata (Burmeister, 1835) [5]
3. Velia affinis filippii Tamanini, 1947 [6]
4. Velia caprai caprai Tamanini, 1947
5. Velia currens (Fabricius, 1794)
6. Velia mancinii mancinii Tamanini, 1947
7. Velia sauli Tamanini, 1947
8. Velia serbica Tamanini, 1951 [7]
9. Velia rivulorum (Fabricius, 1775)